# Bertula partita
Bertula partita är en fjärilsart som beskrevs av George Francis Hampson 1891. Bertula partita ingår i släktet Bertula och familjen nattflyn. Inga underarter finns listade i Catalogue of Life.